# Tomáš Knoflíček
Tomáš Knoflíček (* 1973 Československo) je český teoretik a historik umění a pedagog, přednášející od roku 2004 dějiny umění na Fakultě umění Ostravské univerzity, kde od roku 2016 působí také jako proděkan pro studium. Od roku 2011 je spoluzakladatelem festivalu Kukačka. Příležitostně přispívá prostřednictvím článků a textů např. do Artalk nebo bulletinu Krásná Ostrava, který je vydáván Okrašlovacím spolkem Za krásnou Ostravu, jehož je členem. Články se týkají současné tvorby autorů spjatých s fenoménem tzv. „ostravské scény“. Je bývalým členem skupiny Miou Miou. V roce 2007 spoluzakládal hudební uskupení Gurun Gurun, které si získalo oblibu u japonských posluchačů. Vedle toho je také sám autorem zvukových instalací a audiovizuálních performancí. Společně s Liborem Novotným organizoval festival Brno Art Open 2017. 

## Život
Je absolventem Střední průmyslové škola strojnické v Chrudimi a poté vystudoval Filozofickou fakultu Univerzity Palackého v Olomouci na Katedře dějin umění, kde se zabýval českou gotickou malbou - nejprve v prostředí východních Čech a později, v rámci své dizertace, i v prostoru severní Moravy a Slezska.
Stal se iniciátorem a jedním z hlavních organizátorů dvou akcí, které si za dobu své existence vydobyly velmi slušné renomé. Tím prvním je festival Kukačka, který se od roku 2011 každoročně odehrává v prostředí ostravských ulic. Smyslem „Kukačky“ je “pokus o ostravskou platformu negalerijní prezentace současného umění inspirující se hnízdním parazitismem kukačky obecné“. Podstatou festivalu je nahrazení obyčejného městského prostoru uměleckými intervencemi.
Každoročně tým Kukačky oslovuje české i zahraniční umělce s nabídkou účasti, přičemž spojujícím motivem kromě veřejného prostoru Ostravy je také zvolené ústřední téma (např. 2014: nemísta a prázdné prostory; 2015: každodennost). Během pěti doposud uplynulých ročníků se na akci vystřídalo již několik desítek umělců (např. Daniel Balabán, Vladimír Havlík, Lenka Klodová, Oldřich Morys, Libor Novotný, Jan Krtička, Dušan Zahoranský, Tomáš Džadoň, Jan Stolín...). 
Jeho dalším projektem je Galerie Dukla v Ostravě-Porubě, kterou kurátorsky od roku 2018 zaštiťuje. Galerie Dukla se nachází v bývalé pasáži kina v Ostravě-Porubě na Hlavní třídě. Klade si za cíl citlivě reflektovat místní kontext a umělecky tak využít potenciál místa. V Galerii se představila již řada umělců např. Deana Kolenčíková, Jan Zdvořák, Vojtěch Kovařík nebo Jiří David. 
V roce 2019 se zúčastnil přednášek s uměleckou tematikou na ostravském multižánrovém přednáškovém bloku Melting Pot Forum na festivalu Colours of Ostrava. V roce 2020 také hudebně doprovázel filmy Buster Keatona na 46. ročníku Letní filmové školy v Uherském Hradišti. 